# CODAD-Antrieb

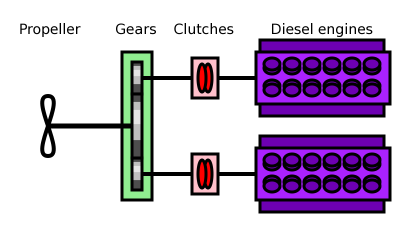
Prinzip eines CODAD-Antriebssystems

Ein CODAD-Antrieb (für Combined Diesel and Diesel) ist ein Schiffsantriebskonzept, bei dem zwei verschiedene Dieselmotoren auf die Antriebswelle(n) geschaltet werden. Der Vorteil dieser Antriebsart ist, ähnlich wie beim verwandten COGAG-Antrieb, der geringe Treibstoffverbrauch, der Nachteil das komplizierte Sammelgetriebe.
CODAD-Antriebe werden insbesondere im Yachtbau eingesetzt. Die ersten Kriegsschiffe, die dieses System erhielten, waren in den 1970er Jahren die MEKO-140-Schiffe der Türkischen Marine. Die Anlage erwies sich als wartungsintensiv.